# Symphurus nebulosus
Symphurus nebulosus és un peix teleosti de la família dels cinoglòssids i de l'ordre dels pleuronectiformes que viu a l'Atlàntic occidental (des de Nova York fins a Florida). És una espècie rarament pescada, no se sap gaire de la seva biologia.